# فلسطين في الألعاب البارالمبية الصيفية 2020
فلسطين في الألعاب البارالمبية الصيفية 2020 شاركت دولة فلسطين في دورة الألعاب البارالمبية الصيفية 2020 التي أقيمت في طوكيو، اليابان، خلال الفترة من 24 أغسطس إلى 5 سبتمبر 2021، بعد تأجيلها بسبب جائحة كورونا. كانت هذه المشاركة جزءًا من الجهود الفلسطينية لتعزيز حضور الرياضيين ذوي الإعاقة على المستوى الدولي، وإبراز قدراتهم في مختلف الرياضات.

### أهمية المشاركة الفلسطينية
تُعد مشاركة فلسطين في الألعاب البارالمبية خطوة مهمة نحو تمكين الرياضيين ذوي الإعاقة، حيث تعكس هذه المشاركة الإرادة القوية والتحدي الذي يواجهه الرياضيون الفلسطينيون في ظل الظروف الصعبة التي يعيشونها. كما أنها فرصة لإيصال رسالة للعالم بأن الرياضة الفلسطينية قادرة على المنافسة عالميًا رغم التحديات السياسية والاقتصادية.

### الرياضيون الفلسطينيون المشاركون
شارك في هذه الدورة عدد من الرياضيين الفلسطينيين الذين تنافسوا في رياضات مختلفة، من بينها ألعاب القوى ورفع الأثقال والسباحة. ومن أبرز الرياضيين الذين مثلوا فلسطين في هذه الدورة:
- يزن البواب (السباحة)

- دانيا نور (السباحة)

- وسام أبو رميلة (الجودو)

- محمد حمادة (رفع الأثقال)

- هناء بركات (ألعاب القوى)

### نتائج المنافسات
رغم التحديات التي واجهها الرياضيون الفلسطينيون، إلا أنهم قدموا أداءً مشرفًا في مختلف المنافسات. على سبيل المثال:
يزن البواب شارك في سباق 100 متر حرة رجال، وسجل زمنًا قدره 54.51 ثانية.
دانيا نور شاركت في سباق 50 متر حرة سيدات، وسجلت زمنًا قدره 30.43 ثانية.
محمد حمادة نافس في رفع الأثقال وزن 96 كغم، وحقق مجموعًا قدره 310 كغم، ليحتل المركز 13 عالميًا

### التحديات التي واجهها الرياضيون الفلسطينيون
واجه الرياضيون الفلسطينيون العديد من الصعوبات خلال مشاركتهم في الألعاب البارالمبية، من بينها:
- نقص الدعم المالي والتجهيزات الرياضية مقارنة بالدول الأخرى.

- القيود المفروضة على السفر، والتي تعيق استعداد الرياضيين للمنافسات الدولية.

- قلة المنشآت الرياضية المتخصصة داخل فلسطين، مما يجعل التدريب أكثر صعوبة.

### التأثير الإيجابي للمشاركة
رغم التحديات، فإن مشاركة فلسطين في الألعاب البارالمبية كان لها تأثير إيجابي كبير، حيث ساهمت في:
- رفع مستوى الرياضة البارالمبية الفلسطينية على الساحة الدولية.

- إلهام الرياضيين ذوي الإعاقة في فلسطين لمواصلة التدريب والمنافسة.

- تعزيز التضامن الدولي مع الرياضيين الفلسطينيين، حيث لقي الوفد الفلسطيني دعمًا كبيرًا من الجماهير العربية والدولية

### الخاتمة
تُعد مشاركة فلسطين في الألعاب البارالمبية الصيفية 2020 إنجازًا مهمًا يعكس إرادة الرياضيين الفلسطينيين وقدرتهم على المنافسة رغم التحديات. هذه المشاركة ليست مجرد حدث رياضي، بل هي رسالة للعالم بأن الرياضة الفلسطينية قادرة على تحقيق النجاح رغم الظروف الصعبة.